# Dawoud Rajiha
Dawoud Abdallah Rajiha (àrab: داود راجحة, Dāwūd Rājiḥa) (Damasc, 1947 – Damasc, 18 de juliol de 2012) fou el ministre de defensa sirià del 2011 fins al juliol de 2012, quan va ser assassinat juntament amb altres oficials militars per les forces de l'oposició armades durant la Guerra Civil siriana. Des del 2009, fins al 2011, Rajiha va ser cap de l'Exèrcit Àrab Sirià.

## Biogfrafia
Rajiha, grec ortodox, va néixer a Damasc el 1947. Especialista en artilleria, es va graduar de l'acadèmia militar siriana el 1967.
Va ascendir al rang de major general el 1998, i va ser designat Sotscap de l'Estat Major de l'Exèrcit Àrab Sirià sis anys després, el 2004. El 2005, va ser promogut fins al rang d'imad de general (un rang a les forces armades sirianes entre General Major i Tinent General). Quan Ali Habib Mahmud va ser nomenat cap del Ministeri de Defensa el 2009, es donà a Rajiha la posició de Cap d'Estat Major de l'exèrcit. Va ocupar aquest càrrec fins al 2011, quan va començar la Guerra Civil siriana. El 8 d'agost de 2011 fou escollit pel president Baixar al-Àssad per reemplaçar Mahmud com a Ministre de Defensa.
El 20 de maig de 2012, el consell de Damasc de l'Exèrcit Lliure de Síria, entre les organitzacions rebels que s'oposaven al govern d'al-Àssad, va assegurar que havien assassinat Rajiha i set altres membres de la unitat de crisi militar del govern. Es va demostrar que les al·legacions eren falses i era propaganda dels rebels. Membres de la unitat, incloent-hi l'exministre de defensa Hasan Turkmani, van sortir a la televisió siriana; més endavant, els rebels van dir que només havien assassinat el sotscap de Rajiha, Assef Shawkat, i un segon oficial. Es va demostrar posteriorment que Shawkat, cunyat d'al-Àssad, també havia sobreviscut. El juny de 2012, la qüestió de la suposada mort de Rajiha es va aclarir quan es va confirmar que seguia sent ministre de defensa en el nou gabinet d'al-Àssad.
Gairebé dos mesos després de la seva suposada mort, Rajiha va ser assassinat en un atemptat a Damasc. Entre altres persones que van morir a l'atemptat hi havia Hasan Turkmani i Assef Shawkat. Fahd Jassem al-Freij va ser nomenat successor de Rajiha com a ministre de defensa. Es va fer un funeral d'estat per Rajiha, Turkmani i Shawkat el 20 de juliol de 2012.